# Storm Seeker
Storm Seeker è il primo album solista del cantante e polistrumentista norvegese ICS Vortex, pubblicato il 19 Agosto 2011 per la Century Media Records.

## Tracce
1 - The Blackmobile - 03:16
2 - Odin's Tree - 04:42
3 - Skoal! - 02:29
4 - Dogsmacked - 04:24
5 - Aces - 03:41
6 - Windward - 03:53
7 - When Shuffled Off - 03:45
8 - Oil in Water - 04:53
9 - Storm Seeker - 06:30
10 - Flaskeskipper - 02:47
11 - The Sub Mariner - 04:35

## Formazione
ICS Vortex - voce, chitarra, basso, tastiera, scacciapensieri in "Skoal!"
Cyrus - chitarra sulle tracce 1, 2 e 7
Arne Martinussen - organo Hammond sulle tracce 3 e 6, piano sulla traccia 9
Asgeir Mickelson - batteria